# Nordland, Værøy kommun
Nordland är en by i Værøy kommun i Nordland fylke i norra Norge. Byn ligger vid fylkesväg 7588, på den norra delen av ön Værøya. Här finns Værøy gamla kyrka. 
Söder om byn finns fjället Nordlandsnupen som med en höjd av 449 meter över havet är den högsta punkten på Værøya. Väster om byn ligger den numera stängda Værøy flygplats.

## Bilder

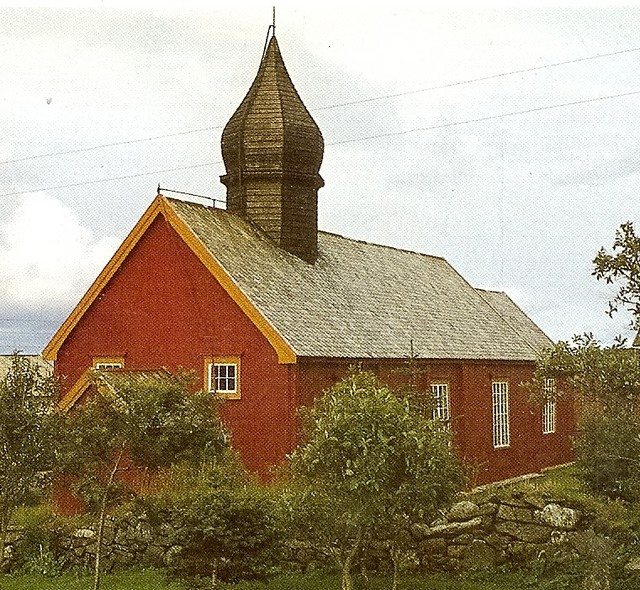
Værøy gamla kyrka.
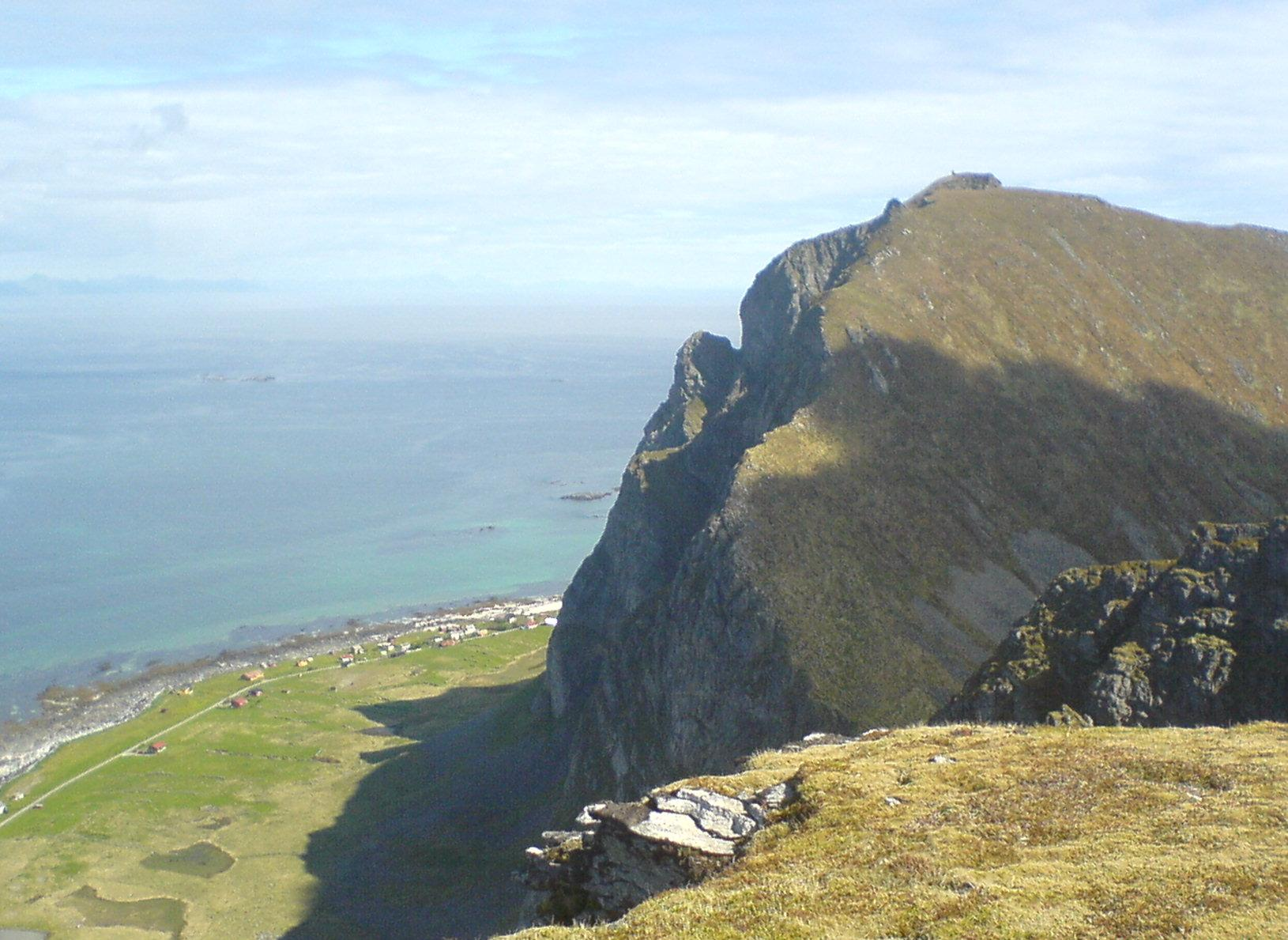
Nordlandsnupen (449 m ö.h.).
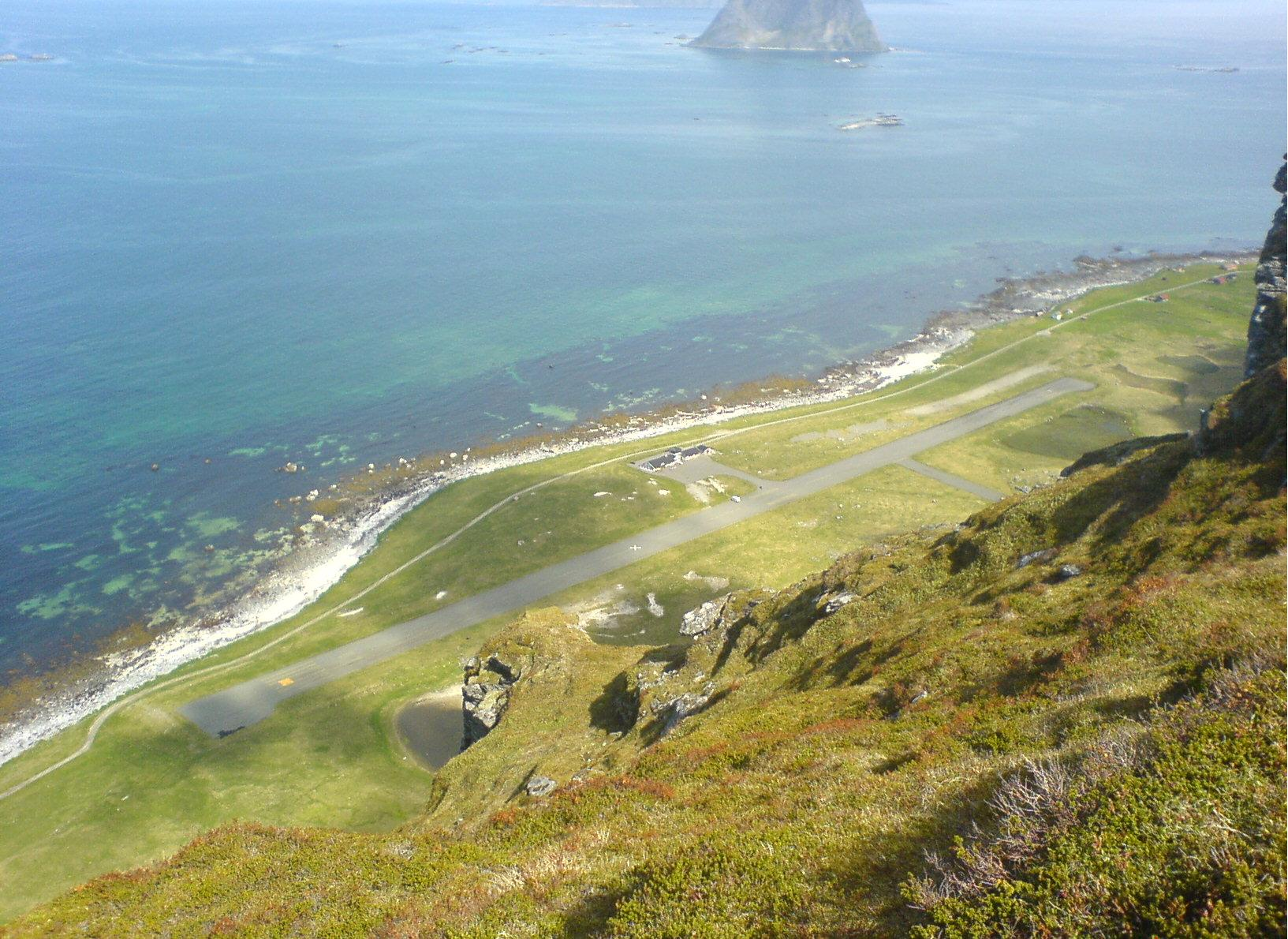
Værøy gamla flygplats.